# Eucriotettix annandalei
Eucriotettix annandalei är en insektsart som först beskrevs av Hancock, J.L. 1915.  Eucriotettix annandalei ingår i släktet Eucriotettix och familjen torngräshoppor. Inga underarter finns listade i Catalogue of Life.